# Prinsesse Eugénie af Sverige
Prinsesse Eugénie af Sverige (Charlotta Eugenia Augusta Amalia Albertina; 24. april 1830 – 23. april 1889) var en svensk-norsk prinsesse. Hun var kong Oscar 1.'s eneste datter.

## Biografi
Eugénie fik af sin moder en yderst omhyggelig
Opdragelse. 1843 ledsagede hun sine Forældre på en
rejse til Tyskland; Vinteren 1845 tilbragte hun
sammen med kongefamilien i Norge, hvor en
alvorlig forkølelse lagde grunden til den
brystsygdom, der fulgte hende hele livet
igennem; 1852 ledsagede hun sin fader til
Kissingen og Schweiz.
Begavet i flere retninger har Eugénie
været virksom saavel paa Litt.’s som paa
Musikkens og Billedkunstens Omraade. Som
Forfatterinde har hun udg. det biografiske
Arbejde Les princesses de la Suède (1864); »Svenska
prinsessor« (1864, nyt Opl., med en kort
Biografi af Anton Blomberg, 1889) samt en Overs.
af Roos »Korsets skola«, hvorhos hun har
forfattet en hel Del for største Delen endnu utrykte digteriske Arbejder.
De mest kendte af hendes Kompositioner, der udmærker sig ved
ren musikalsk Stemning, er Kvartetterne
»Farväl« og »Aftontankar« med Tekst af
Komponistinden samt Duetterne »Till vågen« og »Die
Glocken«. Til hendes Modeleringer hører bl.a.
Kompositionerne »En norsk hornblåsare«,
»Svensk gardist«, »Tron« samt adskillige
»Apostlar«. Pga. sit vaklende Helbred opholdt
E. sig hver Sommer fra 1859 til sin Død på
Gotland, hvor hun 1861-62 lod opføre til sig
den smukke og naturskønt liggende Villa
Fridhem i Vesterhejde Sogn.
Allerede tidlig vandt hun almindelig hengivenhed ved sin uskrømtede
Velvillie og Fordringsløshed. Velgørenhed var for
hende en Hjertets Trang; mange er de
Stiftelser paa Gotland, som hun har grundlagt og i
sin Levetid for største Delen underholdt. I
Nærheden af Sthlm grundlagde hun
Eugeniahemmet, en Plejeanstalt for fattige,
uhelbredelig syge og vanføre Børn (1882, udvidet
1886 og 1896; det ejer foruden Bygningerne
Kapital og Fonds paa 1 1/2 Mill. Kr) og
»Hemmet för överåriga blinda vid Norrbacka« (1888).
I Stiftelsen af »Den Lappska missionens vänner«
(1880) havde hun en stor Del.